# Tabulatúra
A tabulatúra a zene lejegyzésének egy formája, napjainkban elsősorban húros hangszerek, például gitár vagy lant esetében használatos.

## Gitártabulatúra
A tabulatúra azt jelöli (a ritmust is feltüntetve), hogy melyik húrt hányadik érintőnél kell lefogni. Ezzel a módszerrel dallamok és akkordok is ábrázolhatók. Természetesen a hangszer hangolásától is függ a tabulatúra értelmezése.
Nagy előnye, hogy egyszerű karakterekkel is könnyen megjeleníthető.
```
A "D", "A", "E", "F", és "G" dúrakkordok a sztenderd hangolású hathúros gitárra:

e|---2---0---0---1---3---
H|---3---2---0---1---0---
G|---2---2---1---2---0---
D|---0---2---2---3---0---
A|-------0---2---3---2---
E|-----------0---1---3---
     D   A   E   F   G

```

```
Részlet a "Happy Birthday" című dalból:

e|------------------------------------------------------------------------
H|------------------------------------------------------0-----------------
G|------------------2-----1-----------------------------1-----2-----------
D|2---2-4-----2-----4-----2-----------2---2-4-----2-----------x-----------
A|0---0-0-----0-----------------------x---x-x-----x-----------0-----------
E|------------------------------0-----0---0-0-----0-----------------------...

```

## Gitártabulatúra jelölések
A legtöbb gitártabulatúra a számokon kívül más karaktereket is tartalmaz. Ezek azt hivatottak jelölni, hogy nem pusztán megpengetjük az adott hangot az adott húron, hanem különféle technikai „trükköket” is bevetünk például annak érdekében, hogy két különálló hangot összekötünk. Ez lehet un. nyújtás, kalapácsütés, csúszás, tompítás vagy lebegtetés.
Gyakran használt jelölések:
- 5h7 – ez a kalapácsütés, egy pengetéssel 2 hang szólal meg egymás után úgy, hogy az adott húron az 5. hangot megpengetjük és a gyűrűs vagy a kisujjunkkal rácsapunk a 7 érintőre. A „h" jelölés az angol hammer-on kifejezésből származik.
- 7p5 – ez az előző fordítottja, itt is két hang szólal meg egymás után. Mindkét ujjunk a fogólapon van, megpengetjük a 7. érintőnél lévő hangot majd elengedjük, így az 5. érintőnél lévő hang szól ezután. A „p" jelölés az angol pull-off kifejezésből ered.
- 5/7 – ilyenkor az 5. hangot megpengetjük majd ugyanazzal az ujjunkkal a 7. hangig csúszunk. Fontos, hogy az ujjunk végig szorosan az érintőlapon maradjon, különben nem szól a hang.
- 7\5 – az előző fordítottja, itt a 7. hangról csúszunk az 5. hangra.
- 7~-- – itt a 7. hangot lebegtetjük.
- az X jelek azt jelentik egy tabulatúrában, hogy akkor nem fogunk le konkrét hangot, csak megérintjük az adott húrt és úgy pengetjük. Ennek következtében egy tompa hang keletkezik.